# 魔宮帝國 (電影)
是一部1995年上映的美國奇幻武俠動作片，由保羅·W·S·安德森執導，凱文·德羅尼（Kevin Droney）編劇。電影改編自格鬥遊戲《真人快打系列》，「魔宮帝國電影系列」的首部電影。主演包括仇雲波、田川洋行、林登·阿什比布莉姬·威爾森、塔麗薩·索托和克里斯多夫·藍伯特。
《魔宮帝國》由新線影業定於1995年8月18日在美國上映。續集於1997年11月21日在美國上映。本片曾在香港明珠台上映。

## 演員
- 仇雲波 飾 劉康（英语：Liu Kang）
- 田川洋行 飾 尚宗（英语：Shang Tsung）
- 克里斯多夫·藍伯特 飾 雷電（英语：Raiden (Mortal Kombat)）
- 林登·阿什比 飾 強尼·凱吉（英语：Johnny Cage）
- 布莉姬·威爾森（英语：Bridgette Wilson） 飾 刀鋒索尼婭（英语：Sonya Blade）
- 塔麗薩·索托 飾 琪塔娜公主（英语：Kitana）
- 特雷弗·戈達德（英语：Trevor Goddard） 飾 卡諾（英语：Kano (Mortal Kombat)）
- 克里斯·卡斯馬沙（英语：Chris Casamassa） 飾 魔蠍（英语：Scorpion (Mortal Kombat)）
- 弗朗索瓦·珀蒂（英语：François Petit） 飾 絕對零度（英语：Sub-Zero (Mortal Kombat)）
- 凱思·庫克（英语：Keith Cooke） 飾 蜥蜴人（英语：Reptile (Mortal Kombat)）
- 湯姆·伍德洛夫（Tom Woodruff） 飾 戈洛（英语：Goro (Mortal Kombat)）
  - 凱文·麥可·理查森為戈洛配音，而法蘭克·維爾克提供聲效。
- 肯尼斯·愛德華斯（Kenneth Edwards） 飾 Art Lean
- 史蒂芬·何（英语：Steven Ho (martial artist)） 飾 陳康
- 古格里·麥金尼 （Gregory McKinney） 飾 賈克斯（英语：Jax (Mortal Kombat)）
- 彼得·傑森（英语：Peter Jason） 飾 博伊德大師
- 法蘭克·維爾克 配音 紹康（英语：Shao Kahn）

## 製作
主體拍攝於1994年8月15日開始，於泰国進行製作。

## 發行
《魔宮帝國》原定於1995年5月上映，後延至1995年8月18日在美國上映。

### 評價
爛番茄根據38條評論，獲得47%的新鮮度，平均得分4.5／10。在Metacritic上，電影獲得58分。

## 取景
本片中少林寺弟子劉康所在的光之寺庙，在泰国的柴瓦塔那兰寺拍摄取景。

## 續集
續集《魔宮帝國2》於1997年11月21日在美國上映，由《魔宮帝國》的攝影師約翰·R·李昂尼提執導。仇雲波和塔麗薩·索托回歸飾演自己的角色。

## 外部連結
- 互联网电影数据库（IMDb）上《魔宮帝國》的资料（英文）
- 豆瓣电影上《魔宮帝國》的資料 （简体中文）